# Železniki
Železniki là một khu tự quản (tiếng Slovenia: občine, số ít – občina) trong vùng Gorenjska của Slovenia. Železniki có diện tích 163.8 km2, dân số là theo điều tra ngày 31 tháng 3 năm 2002 là 6786 người. Thủ phủ khu tự quản Železniki đóng tại Železniki.